# Ralph Abernathy
Ralph David Abernathy (ur. 11 marca 1926 w Linden, zm. 17 kwietnia 1990 w Atlancie) – amerykański pastor, współzałożyciel (a później przewodniczący) Konferencji Przywódców Chrześcijańskich Południa. Bliski współpracownik Martina Luthera Kinga.

## Życiorys
Urodził się 11 marca 1926 r. w Linden (Alabama), jako syn farmera Williama L. Abernathy'ego i Louivery Valentine Bell. Ulubiony profesor jego siostry był inspiracją dla pseudonimu Ralph David i chociaż Abernathy nigdy nie dokonał zmiany prawnej, imię pozostało z nim od 12 roku życia. Rodzice Abernathy'ego posiadali farmę o powierzchni 500 akrów, jedną z bardziej udanych w hrabstwie Marengo. Jego ojciec, przywódca społeczności, przez prawie 40 lat służył jako główny diakon miejscowego kościoła baptystów, stał się pierwszym czarnoskórym w hrabstwie, który głosował i zasiadał w ławie przysięgłych oraz miał duży wkład w budowę i utrzymanie szkół w okolicy, w tym także w Linden Academy, do której uczęszczał Ralph.
W czasie II wojny światowej służył w armii. W 1948 r. został ordynowany jako pastor baptystyczny, a dwa lata później ukończył Alabama State University, uzyskując stopień Bachelor of Science. Następnie studiował na Atlanta University, gdzie uzyskał Master of Arts. Po zakończeniu nauki, został pastorem w First Baptist Church w Montgomery. W 1952 r. poślubił Juanitę Odessę Jones, z którą doczekał się czworga dzieci. Dwa lata po ślubie został pastorem w Dexter Avenue Baptist Church, gdzie poznał Martina Luthera Kinga. Wraz z nim zorganizował miejski bojkot transportu publicznego, dzięki czemu wymusił proces desegregacji rasowej w 1956 roku. Rok później obaj założyli Konferencję Przywódców Chrześcijańskich Południa, gdzie Abernathy objął funkcje sekretarza i skarbnika. W 1961 r. przeniósł się ze swoją działalnością duszpasterksą i społeczną do Atlanty, gdzie został wiceprzewodniczącym SCLC. Dwa lata później obaj zostali aresztowani w Birmingham. Po zamachu i śmierci Kinga, zsukcedował stanowisko przewodniczącego Konferencji i pozostał nim aż do rezygnacji w 1977 r., kiedy to postanowił wystartować w wyborach do Izby Reprezentantów, lecz nie uzyskał mandatu. Wówczas powrócił do działalności pastorskiej, a w 1989 r. wydał autobiografię, zatytułowaną „And the Walls Came Tumbling Down”. Zmarł 17 kwietnia 1990 r. w Atlancie